# Aleksander z Hales

Summa universae theologiae

Aleksander z Hales (także Halensis, Alensis, Halesius, Alesius, zwany doctor irrefragabilis (doktor, któremu nie można się oprzeć) theologorum monarcha) (ur. ok. 1183 w Hales, dziś Halesowen w West Midlands, zm. 21 sierpnia 1245 w Paryżu) – teolog i filozof średniowieczny, jeden z pierwszych komentatorów Arystotelesa na Zachodzie, franciszkanin.
Nauki pobierał w szkole przyklasztornej w Hales, studiował i nauczał w Uniwersytecie w Paryżu, gdzie uzyskał wielką sławę jako profesor teologii. W 1236 wstąpił do zakonu franciszkańskiego.
Był pierwszym uczonym, który napisał komentarz do Sentencji Piotra Lombarda, przed nim teolodzy pisali prawie wyłącznie komentarze do Pisma. Jego Summa universae theologiae (wydrukowana w Wenecji w 1475) uzyskała aprobatę papieża Innocentego IV. Została dokończona przez uczniów po śmierci Aleksandra. Dzieło to mówi o trzech rodzajach autorytetów – tych, którzy mówią tak, tych, które mówią nie i o pogodzeniu sądów. Autorytety pochodzą nie tylko z Biblii i Ojców, ale też od greckich, łacińskich i arabskich teologów, filozofów i poetów. W pierwszej swojej części dzieło mówi o Bogu i jego przymiotach; w drugiej o stworzeniu i grzechu; w trzeciej o zbawieniu; w ostatniej o sakramentach. Opisując jego dzieło teologiczne, Aleksandrowi nadano tytuł Doctor irrefragabilis (doktor, któremu nie można się oprzeć).
Spośród doktryn które szczególnie rozwinął ważne są te o thesaurus supererogationis perfectorum i character indelibilis chrztu, bierzmowania i kapłaństwa. Doktryny te były zawarte już u św. Augustyna a Sobór trydencki nadał im charakter dogmatów.